# Субероа

Герб Субероа

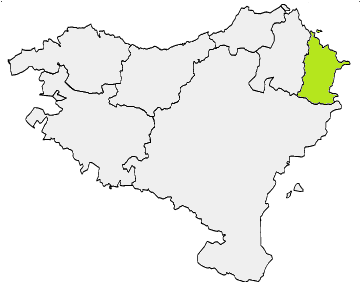
Розташування Субероа у Басконії

Субе́роа або Суль (баск. Zuberoa, на місцевому діалекті Xiberoa, фр. Soule) — колишня французька провінція, одна з трьох провінцій північної Країни Басків. Адміністративно Субероа є частиною департаменту Атлантичні Піренеї у регіоні Аквітанія. Субероа складається з кантонів Молеон-Лішарр і Тардец-Соролю округу Олорон-Сент-Марі і частини кантону Сен-Пале в окрузі Байонна.
Історичною столицею провінції є Молеон, який після злиття у 1841 році з містом Лішарр офіційно називається Молеон-Лішарр. Субероа — найменша з семи провінцій Басконії (площа 785 км²). Населення провінції — 15 088 осіб (2006). Населення Субероа зменшується: у 1876 році населення провінції становило 24 625 осіб, у 1926 році — 22 563 осіб, у 1975 році — 18 313 осіб.

## Географія

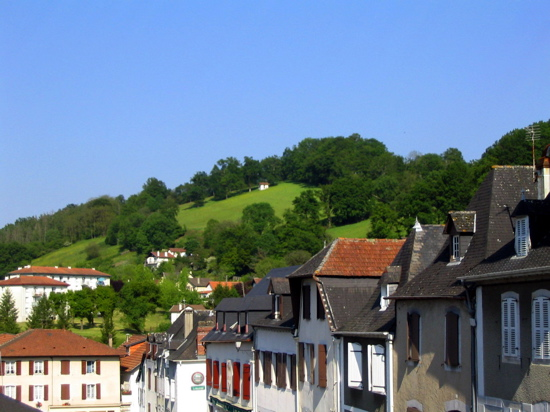
Молеон, столиця Субероа

Провінція розташована в долині річки Сезон (фр. Saison, баск. Uhaitza), яка тече з півдня на північ і впадає в Олорон.
Субероа межує:
- на півночі — з річкою Олорон, яка утворює своєрідний кордон між Беарном і Субероа;
- на сході — з долиною Барету в Беарні;
- на півдні — з долиною Саласар (ісп. Valle de Salazar) у Наваррі.
- на заході — з Нижньою Наваррою.

Провінцію можна поділити на три зони:
- Петярра (баск. Pettarra) або Ла-Бару (фр. La Barhoue), рівнинна місцевість на півночі;
- Арбалья (баск. Arbaila, фр. Les Arbailles), лісистий гірський масив на заході провінції;
- Басабюрюа (баск. Basabürüa), гірський регіон на півдні. Тут розташована найвища точка Субероа — гора Орі (фр. Orhy, баск. Orhi) висотою 2017 метрів.

## Культура
Після десятиліть еміграції і демографічного, соціального і культурного занепаду з'явилися ознаки того, що в регіоні є бажання відновити втрачену життєздатність, яка була притаманна провінції у минулі століття. Про це свідчать різноманітні культурні заходи, які пов'язані з давніми традиціями.
Існує традиція народного музичного театру, відомого під назвою пастораль: жителі якогось селища витрачають цілий рік на підготовку і репетиції. Традиційно вистави були на релігійну тематику, однак останнім часом збільшилася кількість постановок про історію баскського народу. Іншою традицією, спорідненою до пасторалі, є маскарада. Ці театральні вистави відбуваються навесні у багатьох суберійських містечках і селах. Щороку якесь містечко бере на себе зобов'язання підготувати нову виставу. Учасниками вистави є гурт музик, вбраних відповідно до події, ряду дійових осіб і танцюристів, які разом походжають головною вулицею містечка; наприкінці на ринковій площі або спортивному майданчику відбувається невимушена вистава.
Регіон також відомий завдяки своїм пісенним традиціям, танцям і місцевим музичним інструментам, таким як ширула (баск. xirula) і тюн-тюн (баск. ttun-ttun). Для того, щоб уміння грати на цих інструментах не було втрачене, місцевими культурними активістами були засновані музичні школи.

## Мова
Жителі Субероа століттями розмовляли баскською мовою, а точніше на суберійському діалекті баскської мови. Гасконська мова сусіднього Беарну використовувалась як «лінгва франка», її розуміли багато жителів провінції. Однак тепер баскська мова знаходиться під загрозою зникнення, оскільки передача цієї мови наступним поколінням значно зменшилася і більшість молодих жителів провінції володіють лише французькою мовою. Є свідчення того, що в минулому баскська мова була поширена також на схід від Субероа.
Тих, хто не говорить по-баскськи, місцеві жителі називають Kaskoinak, а баскомовних з інших баскських провінцій (особливо з Лапурді і Нижньої Наварри) — Manexak; у Нижній Наваррі Manex є місцевим варіантом імені «Іван», так само називається поширена в регіоні порода овець.